# Facultad de Medicina de la Universidad de São Paulo
La Facultad de Medicina de la Universidad de São Paulo fue fundada en 1913 con el nombre de Facultad de Medicina y Cirugía de São Paulo. En 1925 se modificó su nombre para Facultad de Medicina de São Paulo y en 1934, fue incorporada a la recién fundada Universidad de São Paulo, pasando a tener la actual designación. Está ubicada en la Avenida Doutor Arnaldo en frente al Cementerio do Araçá y al lado del Hospital de Clínicas, en São Paulo.

## Historia
La piedra fundamental de la sede de la Facultad fue lanzada el 25 de enero de 1920. Fue el último gran gesto público de Arnaldo Vieira de Carvalho, que murió prematuramente meses más tarde.
El edificio que ahora alberga la Facultad fue concebido por Ernesto de Souza Campos, Luis de Resende Puech y Benedito Montenegro. Construido a partir de 1928, en gran parte con recursos de la Fundación Rockefeller, el edificio fue inaugurado en 1931. Las relaciones entre la Fundación Rockefeller y la Facultad han contribuido a la mejora de los cursos de graduación.
La Facultad de Medicina se unió a la Universidad de São Paulo el 25 de enero de 1934, a través del Decreto N.º 6283. Desde esa fecha, la Facultad recibió la denominación que ha conservado hasta nuestros días.
Las clases prácticas de clínica y cirugía continuaron siendo llevadas a cabo en la Santa Casa de Misericordia de São Paulo, hasta el 1944 cuando se abrió el Hospital de Clínicas de São Paulo.

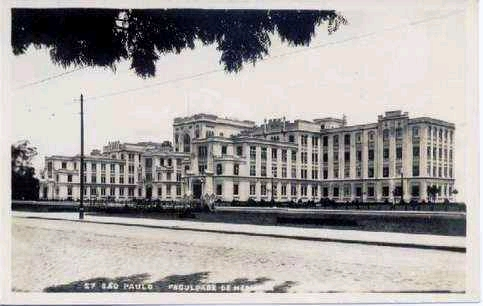
Foto del edificio sede de la Facultad de Medicina de la USP a inicios del.

En el momento de la demolición del edificio de la Facultad de Medicina, la Casa de Arnaldo, Condephaat lo reconoció como un bien cultural y se refirió también al papel que desempeñó en la historia de la medicina brasileña. Las propuestas que definieron la idea de la creación de la Facultad partieron del reconocimiento del papel de la investigación científica, y con el mismo, la necesidad de establecer los espacios físicos modeladores típicos de la época.
El proyecto de demolición, por tanto, aseguró definitivamente la preservación del centro de enseñanza en medicina. La Facultad de Medicina, es lo que se refiere a la construcción de edificios e instalación de laboratorios o con respecto a su organización funcional y orientación pedagógica, representó para el país un gran avance técnico, científico y cultural, siendo reconocida y prestigiada en todo el mundo.
A lo largo de su historia, ha sufrido numerosas transformaciones físicas que fueron cambiando su forma original, adaptando sus espacios a las nuevas y crecientes demandas de la educación médica, no siempre compatibles con el tipo de instalaciones ya existentes. Por lo tanto, fue surgiendo un edificio con las características y funcionamiento de diferentes épocas.
El gran desafío del proyecto de Restauración y Modernización de la Facultad de Medicina de la USP es la modernización de la antigua, respetando sus aspectos históricos y culturales. Para la elaboración de este proyecto fueron definidas etapas de implementación dentro del Plan Maestro, donde la restauración del edificio de la sede constituye la etapa inicial.
La demolición de la F.M.U.S.P. se dio el 16 de marzo de 1981.
En 1999, la facultad entró en las páginas policiales cuando el alumno Edison Tsung Chi Hsueh fue asesinado por sus supuestos colegas durante una redada.

## Órganos estudiantiles

### Centro Académico Oswaldo Cruz (CAOC)
El Centro Académico Oswaldo Cruz (CAOC), es la entidad representativa de los estudiantes de medicina de la Facultad de Medicina de la Universidad de São Paulo (FMUSP).
Fundado en 1913, el CAOC se encuentra en el sótano de la Facultad de Medicina. Participó en los momentos importantes en la historia del movimiento estudiantil y la historia de Brasil, como la Revolución Constitucional de 1932, la campaña "El petróleo es nuestro!", La lucha contra la dictadura militar, la refundación de la UNE en 1979, el proceso de reforma de la salud, entre otros.
De las diversas publicaciones del CAOC, se destacan el periódico "O Bisturi", publicado desde 1930, la revista de Medicina, editada desde 1916, siendo la revista académica en circulación más antigua en el mundo. Debido a su importancia y el papel de destaque en la sociedad de São Paulo, fue reconocida como de utilidad pública, y en 2004, recibió de la Cámara Municipal de São Paulo la Medalla Anchieta, el más alto honor otorgado por esa casa.
En la actualidad, el CAOC está ejecutando un proyecto para restaurar y organizar su archivo histórico, que contiene documentos importantes sobre la historia del Movimiento Estudiantil brasileño. La sede de la CAOC se puede visitar todos los días.

### Asociación Atlética
La Asociación Atlética Académica Oswaldo Cruz (AAAOC) representa la institución deportiva de los estudiantes de la Facultad de Medicina de la Universidad de São Paulo. Fundada el 8 de octubre de 1928 y reconocida de utilidad pública por la ley N.º 8454 del 4 de diciembre de 1960, es el organismo deportivo que representa a los estudiantes de la Facultad de Medicina de la Universidad de São Paulo (USP) médicos y estudiantes de postgrado (residentes) del Complejo Hospital de Clínicas (HC).
En relación con la A.A.A. Horacio Lane, organizó la primera competición entre las universidades de Brasil, la MAC-MED. Formó a muchos atletas, algunos llegando a representar a Brasil en los Juegos Olímpicos como el competidor de Judo Castropil Wagner. El Medicina Rugby, el equipo de rugby de la AAA Oswaldo Cruz fue campeón brasileño en 1972 y 1981.
El AAAOC posee un club como sede, que cuenta con un complejo polideportivo y una arboleda de bosque nativo, que ha sido incluido recientemente como patrimonio del Estado de São Paulo.
El objetivo principal de AAAOC, es estimular el deporte en el ámbito universitario, pero no se limita solo a ello, pues el AAAOC abre sus puertas a aquellos que necesitan de actividades de rehabilitación, tales como cardiacas, discapacitados físicos y psíquicos. Como club, ofrece una opción de ocio y a la comunidad de la región de Pinheiros. Por lo tanto, El AAAOC promueve el bienestar general, mejorando la calidad de vida de muchas personas.
Se destaca el alto nivel de los equipos y del cuerpo técnico atlético en el medio universitario, siendo el AAAOC elegido varias veces por la FUPE como el modelo deportivo de São Paulo.
Campeonatos en los que participa: Calomed (undecacampeón actual), InterUSP (Campeón en 20 de 26 ediciones), JUP JUSP y Copa USP.
Volviendo en 2009 a participar de la InterMED, venciendo 31 ediciones, incluyendo la edición de 2010.